# Lieselotte Remané
Lieselotte Remané (* 16. Juni 1914; † 30. Juli 2002) war eine deutsche Journalistin und Übersetzerin. Sie war bis Mitte der 1950er Jahre, als sie aus politischen Gründen entlassen wurde, Redaktionsmitglied der Berliner Zeitung.

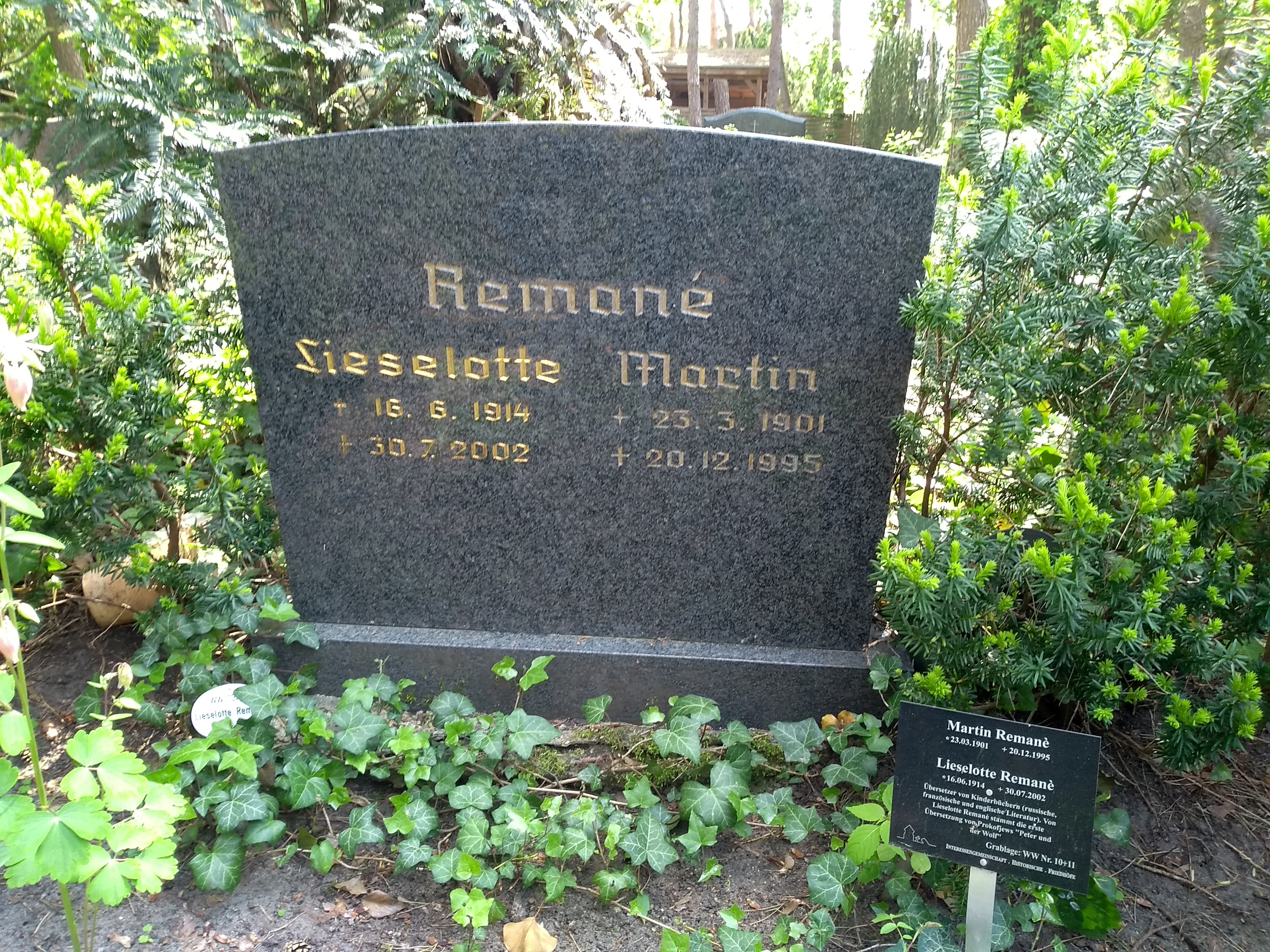
Grab auf dem Waldkirchhof Mahlsdorf

Lieselotte Remané übersetzte neben einzelnen Büchern aus dem Englischen vor allem russische Literatur und russische Kinderbücher, wie z. B. Nimmerklug in Sonnenstadt.
Die erste deutsche Übersetzung von Prokofjews musikalischem Märchen Peter und der Wolf stammt aus ihrer Feder. Lieselotte Remané war bei der Überarbeitung der Eugen-Onegin-Übersetzung von Theodor Commichau aus dem Jahr 1916, die vom Berliner Aufbau-Verlag herausgebracht wurde, beteiligt.
Sie war verheiratet mit Martin Remané, mit dem sie bei ihren Übersetzungen, vor allem bei Versdichtungen und lyrischen Texten, eng zusammenarbeitete.
Ihr Grab befindet sich auf dem Waldkirchhof Berlin-Mahlsdorf.

## Übersetzungen (Auswahl)
Lieselotte Remané übersetzte u. a. Bücher von Alexander Blok, Soja Boguslawskaja, Daniil Granin und Wladislaw Krapiwin.
- Nikolai Nossow: Nimmerklug im Knirpsenland. Kinderbuchverlag, Berlin 1956 [8. Auflage 1968] (Übersetzung: Lieselotte Remané; Illustrationen: Alexej Laptew).
- Sergej Prokofjew: Petja i volk, Peter und der Wolf, übersetzt aus dem Russischen von Lieselotte Remané, illustriert von Frans Haacken, Edition Holz, Berlin / Parabel, München 1958, OCLC 73651001, DNB 575683015 (1968); Nachdruck bei Beltz & Gelberg, Weinheim / Basel 2015, ISBN 978-3-407-76048-7.
- Lewis Carroll: Alice im Wunderland. Übersetzung von Lieselotte Remané, Nachdichtung von Martin Remané. Mit einem Nachwort von Walther Petri. Mit 95 Illustrationen von John Tenniel. [Deutsche Erstausgabe] Edition Holz, Berlin 1967, Zahlreiche Neuausgaben.
- Maria Wolkonskaja: Erinnerungen. Nachwort und Anmerkungen von Lieselotte Remané. Nachdichtungen von Martin Remané (= Insel-Bücherei. Band 11079). Insel, Frankfurt am Main 1989.